# 萬宗堯
万宗尧（1927年11月—1970年9月）化名林涛。涿县（今涿州）人。男，河北涿州人，中国水利工程专家，曾任水利部副总工程师。

## 生平
1939年就读于北平（今北京）志成中学，17岁考入北京大学工学院。自1947年起积极参加地下革命工作，为华北和北大学生运动的重要组织者之一。1948年11月，因受特务迫害，撤到解放区。1949年1月，在中共中央华北局城工部学习时加入中国共产党。1949年1月至8月期间，万宗尧先后在北京军管会、公路接收组、华北人民政府交通部训练班、华北公路总局工作。
1949年初北平解放，奉命接管河北省公路总局，任军代表。之后，又回北京大学学习，1950年毕业。1950年7月至1951年8月在北京官厅水库工程处工作。1951年8月，万宗尧被选派到苏联莫斯科动力学院水力发电系学习。
1952年10月，毛泽东在考察济南、郑州做出了“要治理黄河”“要把黄河的事情办好”的指示。1954年，青铜峡水利枢纽工程被列入黄河梯级开发的第一期大型水利工程之一，成为新中国第一个“五年计划”的重点建设项目。1955年7月，第一届全国人民代表大会第二次会议作出了《关于根治黄河水害和开发黄河水利的综合利用规划》的决议。
1956年，29岁的万宗尧毕业于莫斯科动力学院，获技术科学副博士学位，毕业论文为《闸墩式水电站研究》。归国后就职于水利部，在北京勘测设计院任青铜峡枢纽工程项目设计总工程师。1958年5月，携全家调往位于兰州市的西北水利勘测设计院，任党委委员、总工程师，负责青铜峡水电站、盐锅峡水电站和刘家峡水电站等著名水利工程勘探设计工作，是新中国第一代水利专家。青铜峡水利枢纽工程开工后，万宗尧作为负责该项目的设计总工程师，提出采用带泄水管的闸墩式水电站布置方案，在中国尚属首例。水利专家崔宗培代表水利部审查设计方案同意实施，协助解决了大坝混凝土裂缝及施工问题。

1959年秋，水电部副部长钱正英来到青铜峡视察敲定采用万宗尧提出的闸墩式水电站的方案，认为青铜峡水电站可作为中国水电站建设的一种实验。1960年2月，青铜峡水利枢纽工程顺利截流。1967年12月26日，第一台水轮机组投产发电，拦河大坝高42.7米、长697米，并同时建成了装机30.5万千瓦的中国第一座闸墩式水电站，形成了一座容量为600万立方米、回水5公里的峡谷型水库，形成了集发电、灌溉、防洪于一体的大型水利枢纽工程。在投身青铜峡水利枢纽工程建设的同时，万宗尧完成了白龙江中下游流域的规划工作、白龙江碧口水电站的初步设计工作、盐锅峡水电站的初步设计等工作。
1959年秋，水电部副部长钱正英来到青铜峡视察敲定采用万宗尧提出的闸墩式水电站的方案，认为青铜峡水电站可作为中国水电站建设的一种实验。1960年2月，青铜峡水利枢纽工程截流。文化大革命中被批斗，1966年至1969年冬，被夺权接受组织调查。1967年12月26日，第一台水轮机组投产发电，拦河大坝高42.7米、长697米，并同时建成了装机30.5万千瓦的中国第一座闸墩式水电站，形成了一座容量为600万立方米、回水5公里的峡谷型水库，形成了集发电、灌溉、防洪于一体的大型水利枢纽工程。在投身青铜峡水利枢纽工程建设的同时，万宗尧完成了白龙江中下游流域的规划工作、白龙江碧口水电站的初步设计工作、盐锅峡水电站的初步设计等工作。
1970年派往水利部第十五工程局任职。1970年9月6日在陕西省石泉水电站因跳入汉江抢救物资，得病逝世，年仅43岁。1978年经水电部部长钱正英批示，水电部第三工程局为万宗尧恢复名誉、平反昭雪。1995年11月，23日，青铜峡水力发电厂、宁夏电力工业局将万宗尧遗骨从陕西石泉迁回，安葬于青铜峡大坝附近的山坡上，建墓立碑。